# 原辰馬商會本町店鋪
25°02′44.2″N 121°30′48.2″E / 25.045611°N 121.513389°E

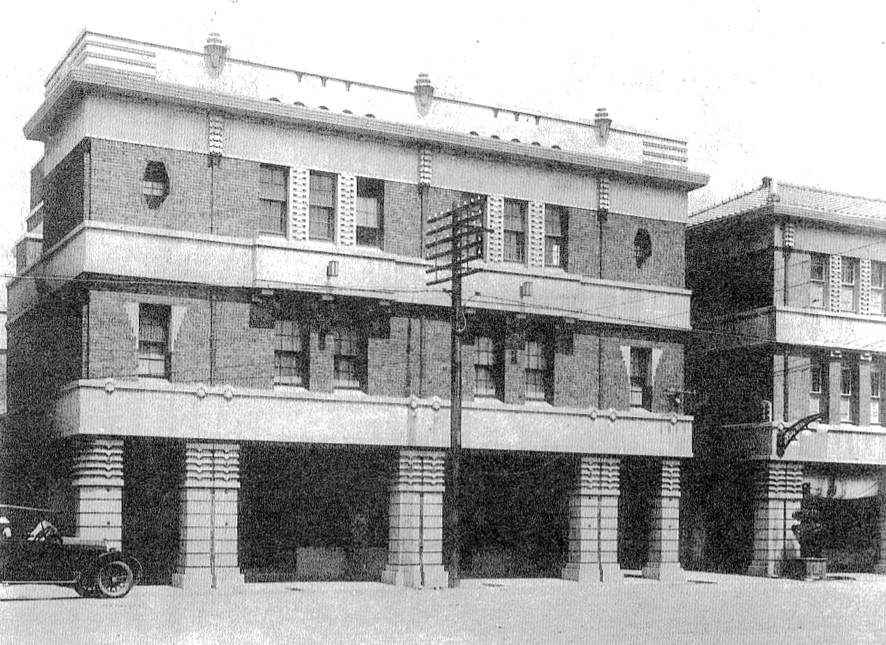
辰馬商會台北本店

原辰馬商會本町店鋪，建於1929年，最初原為辰馬商會使用的店鋪，在1934年後改由專賣局台北支局使用，負責部分臺北州和桃園地區的專賣事務。其在二戰後作為台灣省專賣局台北分局，因二二八事件發生與專賣品取締有關，此處亦為二二八事件的民眾首波抗議地點。

## 建築使用沿革

### 辰馬商會本町店鋪
日本人河東富次為辰馬商會取締役社長，其於1896年在台北市大稻埕開設店鋪，代理販售日本酒、飲料、味噌等物品。辰馬商會在1921年成立株式會社，本社位於台北市本町四丁目24番地，且在台中與台南有設立支店。河東富次於1928年7月在本町一丁目3番地興建辰馬商會本町店鋪，1929年5月完工，為一棟三層樓的建築，由鈴置良一設計，臺灣土地建物株式會社施工。其登記在1935年移轉予株式會社辰馬商會。1932年的《臺灣建築會誌》刊有辰馬商會店鋪新築工事概要。

### 專賣局台北支局
台灣於1922年實施酒類專賣，專賣局因此將局下編制調整，於同年4月設立「臺北專賣支局」，附設臺北造酒場、宮前造酒場、太平造酒場和有明造酒廠，下轄基隆、宜蘭和新竹出張所。然而，專賣地方官署於同年10月修改，將臺北專賣支局廢除，其業務改由專賣局直轄。
由於專賣事業逐漸增長，後來在1933年5月實施啤酒專賣後，於同年8月設立了「專賣局台北支局」，管轄台北市、七星郡、文山郡、淡水郡、新莊郡、海山郡、桃園郡、大溪郡和中壢郡的食鹽、菸酒、樟腦、火柴專賣及樟腦製造。專賣局台北支局於1933年9月開始運作，最初位於專賣局本局內；於1934年9月移轉到原辰馬商會本町店舖。1934年11月，臺灣製腦組合創立，並同時在此設置臺北支部。在樟腦業務方面，專賣局臺北支局管理文山、海山、大溪、桃園、淡水郡的樟腦製造，設有新店、三峽、坪林、烏來、大溪、角板山監督所，及ガオガン（高岡）、リモガン（李茂岸）巡視所，生產樟腦、本樟油、芳樟油。

### 二戰後
1945年台灣進入中華民國時期，台灣省行政長官公署循例，仍由專賣局負責台北的菸酒專賣，其名則更改為台灣省專賣局台北分局。1951年收歸為國有財產，編入管理機關為臺灣省公產管理處。1968年3月1日移轉予第一產物保險，同年5月17日移轉予彰化銀行臺北分行使用。

## 二二八事件

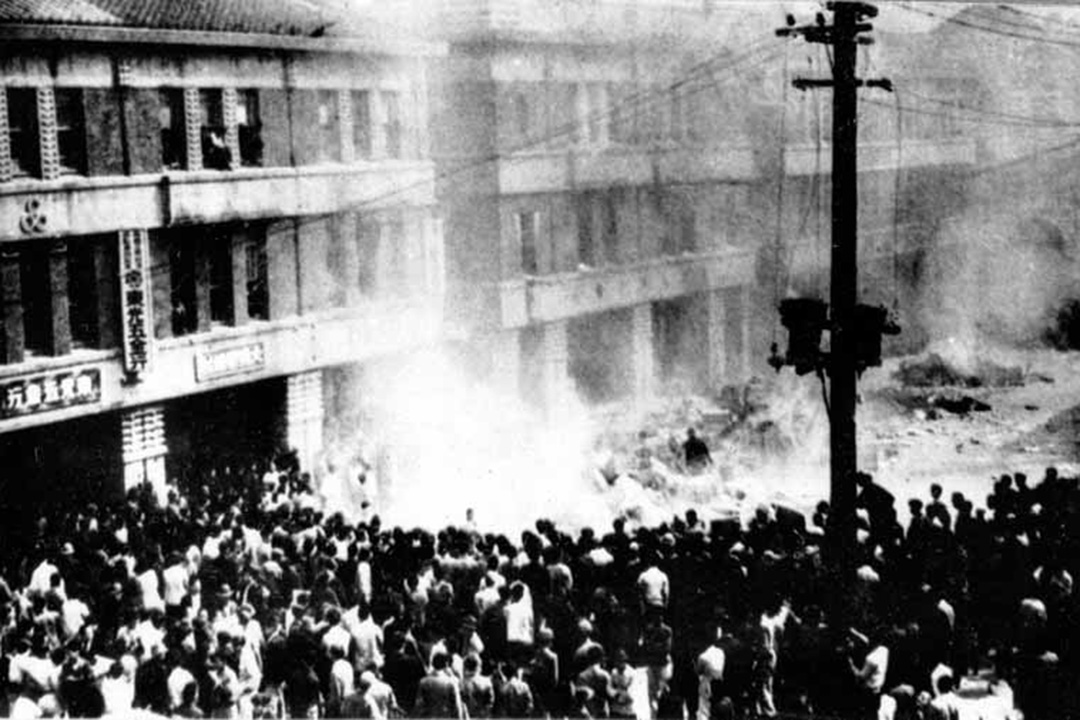
1947年2月28日的分局門口

1947年2月27日，台灣省專賣局台北分局專員傅學通與葉得根、盛鐵夫、鐘延洲、趙子健、劉超群等六人（均為外省籍）及四名警察（均為本省籍）以查緝員身分前往臺北市大稻埕一帶取締私菸。公務執勤間，該查緝隊伍於臺北市南京西路天馬茶房（約位於今延平北路附近）前發現寡婦林江邁（40歲，育有一子一女）販賣私菸，查緝員將林婦所販賣的香菸及身上所有的錢財均沒收。林婦以家計困難，跪地求饒，希望查緝員至少歸還那些經過繳稅的公菸；不料查緝員卻堅持將她手上的錢財與所有菸品都沒收，連已繳稅的菸也一樣沒收，愈來愈多民眾聚集觀看，林婦被一名查緝員葉得根以槍托擊傷頭部，當場血流滿面昏迷倒地。
民眾目睹此景後極為憤怒，乃將查緝員包圍，傅學通開槍警告，不幸誤殺當時在自宅樓下觀看熱鬧的市民陳文溪。激憤的群眾於當晚包圍台北市警察局總局，要求懲兇，但得不到滿意的答覆。
隔天，2月28日，臺北市各區罷工、罷市，不少市民前往肇事查緝員所任職的台灣省專賣局台北分局抗議。雖然該局早就預作準備，也配置多位警力。不過因為示威群眾眾多，不久後仍發生焚燒事件。該焚燒不但造成該局嚴重損失，也在兩造衝突下打傷三名職員（一說打死一人）。
該分局於事件後仍然負責台北地區的專賣，至1966年遷至中山北路；位於重慶南路的本建築於1986年變成同為公營機構的彰化銀行台北分行營業處所。彰化銀行民營化之後，台北分行仍於該址營業。

## 外部連結
- 文化部文化資產局 - 原辰馬商會本町店鋪(彰化銀行臺北分行) （页面存档备份，存于）